# Stoda libudum
Stoda libudum är en spindelart som först beskrevs av Roberts 1978.  Stoda libudum ingår i släktet Stoda och familjen klotspindlar.
Artens utbredningsområde är Seychellerna. Inga underarter finns listade i Catalogue of Life.